# キッチン南海
キッチン南海（キッチンなんかい）は、東京都を中心に展開する洋食店である。本店はかつて東京都千代田区神田神保町にあり、暖簾分けされた店舗が各所で営業している。
カレーライスやカツカレー、生姜焼き、揚げ物、フライを主軸にしたメニューに特徴がある。メニューや価格は、店舗によって異なる。

## 沿革
南山茂が1960年（昭和35年）に東京都千代田区飯田橋で創業、1966年（昭和41年）に千代田区神田神保町に移転した。店名は南海ホークスに由来し、チームカラーの緑色が店の看板にも使われている。
学生街における麻雀ブームのたかまりを受けて、昭和40-50年代には神保町内の雀荘への出前を目的とする支店が5店舗展開された。これらの支店はブームの落ち着きとともに閉じられたが、その際に得られた資金で平成初期に本店の大規模な改築が行われた。
この店で修業した料理人が独立してキッチン南海の店名で開店したことから、神田神保町の他にも都内や近県に20近くの同名店舗が存在する。独立時の条件が「大衆的な値段」のみだったため、メニューや価格は店舗によって異なる。

## 本店

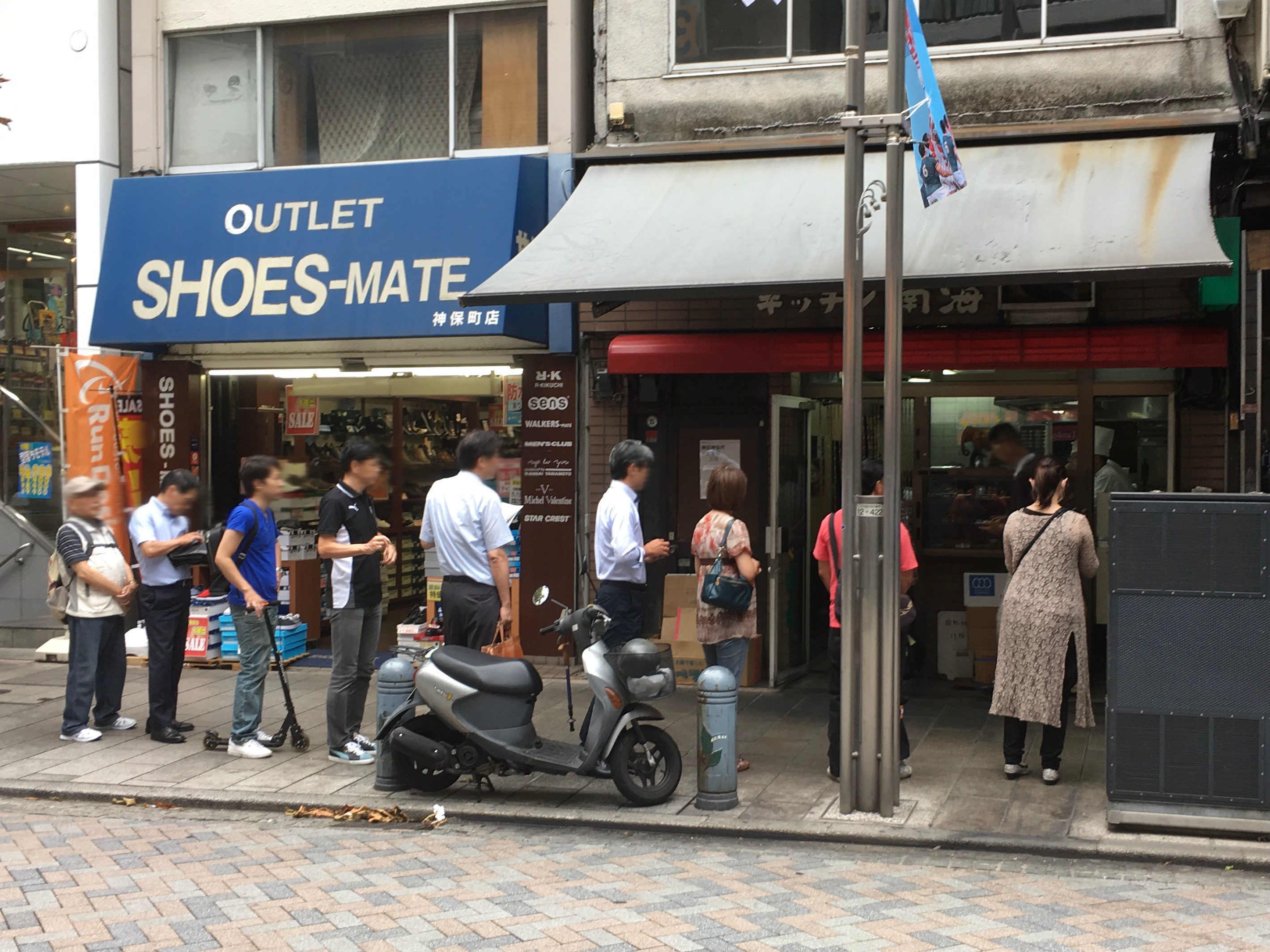
昼時のキッチン南海（2019年9月）

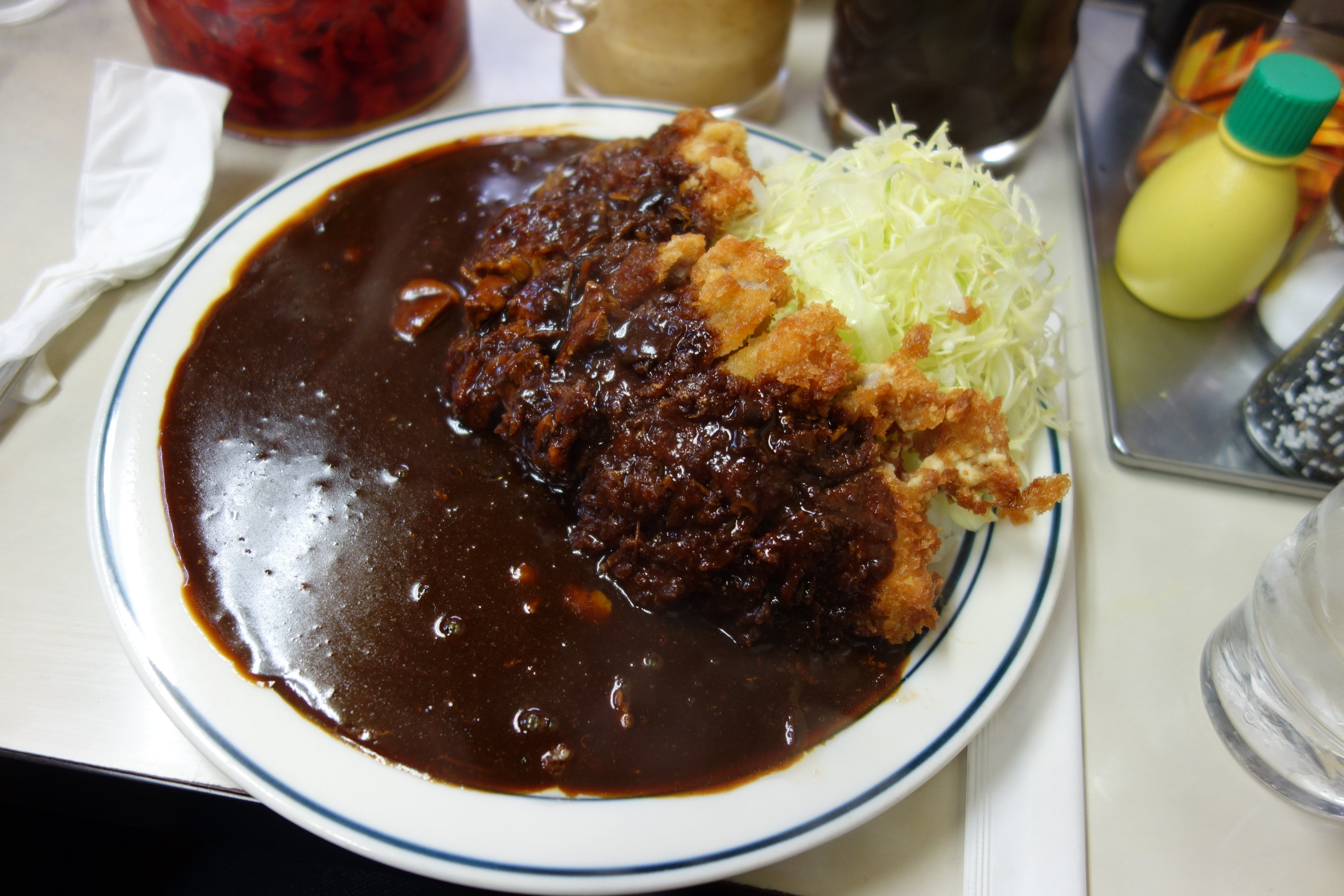
キッチン南海のカツカレー（2014年1月30日、東京都千代田区神田神保町の店舗で撮影）

東京都千代田区神田神保町にて営業。出版社の多い地区に近いため、カツカレーを中心に、編集者や作家にも愛好家が少なくない。文芸評論家の福田和也は自著で度々取り上げ、「神保町の顔」「これは文化財である」などと評している。文壇では知られた店舗である。各界に常連がいることから、マスメディアで紹介されることもあり、ランチタイム・夕方とも、行列のできていることが多い。客層は若者から高齢者まで幅広い。代金は食後に支払う。
飯田橋から移転した際は、近隣の雀荘に「麻雀しながら食べるのにカレーはぴったり」と宣伝したこともあり、出前のサービスで好評を博した。
入居していたビルが築90年に達し老朽化したこと、店主の高齢化により、本店は2020年（令和2年）6月26日をもって閉店した。その後、料理長を担当していた店主の親族が独立し、同年7月29日より、新たに南東側に新・神保町店を開業している。同店は店主最後の暖簾分け店でもある。

## 派生店

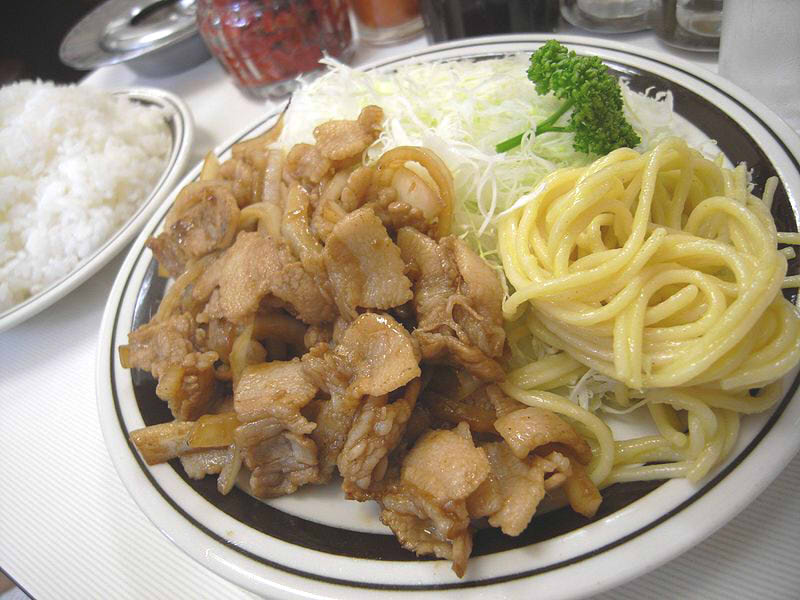
キッチン南海の豚の生姜焼き（2011年8月17日、東京都墨田区両国の店舗で撮影）

東京都千代田区神田神保町の店舗から暖簾分けされた各店は、東京都内を中心に各地で営業している。
- 東京都目黒区駒場1丁目にある駒場店は､京王井の頭線駒場東大前駅の徒歩圏にある商店街に立地していて、東京大学の学生や近隣住宅街の住民等が利用している。

- 東京都世田谷区北沢の下北沢駅に近い店舗には、「ハンバーグライス」というメニューがある。手づくりのハンバーグに目玉焼きが添えられる。代金は食後に支払う。

- 東京都世田谷区祖師谷の祖師ヶ谷大蔵駅から北側に伸びる商店街にある店舗は[8]、店内の自動券売機で注文の前に支払う方式をとっている。千代田区神田神保町の店舗と同じく、黒いカレーが名物である[9]。メンチカツとクリームコロッケをのせるカレーライスもある。同駅南側に伸びる商店街にある店舗のオーナー（キッチン南海神田で修業）はあえて南海の名前は語らず「キッチングリーン」として独立展開。黒いカレーはもちろん、生姜焼きや揚げ物（ロースカツ、ヒレカツ、串カツ、チキンカツ、エビフライ、クリームコロッケ、白身魚フライ）にも力を入れ、定食には味噌汁も提供している。スペシャル盛り合せメニューがあり、エビフライ、ヒレカツ。チキンカツ、串カツ、クリームコロッケ、生姜焼き、白身魚フライ、ロースかつのいずれか3品を選ぶ。（また、どうしてもカレーが食べたい場合、2品とカレーを選ぶことも可。）

- かつて東京都世田谷区豪徳寺にあった店舗は、カウンター7席とテーブル席を備える小規模店で、豪徳寺で定食屋と言えば名前の挙がることもある店だった[10]。

- 東京都新宿区下落合の高田馬場駅に近い店舗も、店内の自動券売機で食券を購入してから注文する。味噌汁や目玉焼きの付くメニューがあるのも特徴である。ハンバーグライスも提供していて、注文を受けてから焼き上がるまでおよそ15分かかることが示されていた。

- 東京都新宿区戸塚町にある早稲田大学近くの店舗は[11]、他店舗にあるメニューに加え、メンチカツやみそかつといった品書きもある。店内の自動券売機で食券を購入する方式。「ヤング南海」と呼ばれることもある。早稲田大学の学生からは味とコストパフォーマンスが評価され、同じく大学周辺にある「キッチンオトボケ」、「わせだの弁当屋（わせ弁）」の2店とともに「三大油田」と総称されていた[12][13]。

## 店舗網

### 営業中
- 神保町店 - 千代田区神田神保町1-39-8
- 駒場店 - 目黒区駒場1丁目
- 下北沢店 - 世田谷区北沢2丁目
- 高円寺店 - 杉並区高円寺南4丁目（高円寺北2丁目から移転）[14][15]
- 上井草店 - 杉並区井草5丁目
- キッチンニュー南海 - 埼玉県川口市西川口4丁目。過去には都区内にも「ニュー南海」の店舗が存在した[16][17]
- 松本店 - 長野県松本市中央4丁目。本店の親族が経営[17]
- カレーの南海 - 世田谷区祖師谷1丁目。カレー専門店[18]
- キッチングリーン-世田谷区砧5丁目

### 閉店・移転した店舗
- 神保町店 - 総本店。2020年6月26日閉店
- 高円寺店　-　移転
- 井荻店 - 閉店
- 小川町店 - 閉店[19]
- 上石神井店 - 閉店
- 下井草店 - 高田馬場に移転、馬場南海となる[20]
- 蔵前店 - 閉店[21]
- 経堂店 - 閉店
- 千歳船橋店 - 閉店
- 豪徳寺店 - 閉店[10]
- 武蔵関店 - 2013年閉店[22]
- キッチンニュー南海 神楽坂店 - 閉店後移転、新宿区山吹町に派生店「キッチンヨッチ」を開店[17][23]
- 沼袋店 - 2019年4月18日閉店[24]
- 守谷店
- つくば店（黒咖喱 キッチン南海） - 茨城県つくば市吾妻1丁目 つくばクレオスクエア#Q't（キュート）フードコート内店舗（2020年1月29日閉店）
- 東池袋店 - 豊島区東池袋4丁目(2021年6月26日閉店)
- 南池袋店 - 豊島区南池袋1丁目 (2021年11月5日閉店)
- 馬場南海 - 新宿区下落合1丁目。下井草店から移転（2022年4月28日閉店）
- 向ヶ丘遊園店 - 閉店（2021年9月閉店）
- 早稲田店-2022年10月4日閉店・現在は跡地が「キッチン南国」となっている[25]
- 両国店 - 閉店
- 梅ヶ丘店 - 世田谷区梅丘1丁目（2023年2月閉店）
- 渋谷店 - 明治通り沿い　渋谷警察の向かい　閉店
- 小田急相模原店 - 神奈川県座間市相模が丘1−23−6 閉店